# Laternaria watanabei
Laternaria watanabei är en insektsart som först beskrevs av Matsumura 1913.  Laternaria watanabei ingår i släktet Laternaria och familjen lyktstritar. Inga underarter finns listade i Catalogue of Life.